# Liga Católica (alemã)

A bandeira da Liga Católica.

A Liga Católica (1609-1635) foi uma confederação de estados católicos alemães formada para contrabalançar a União Protestante. As tensões entre estes dois grupos levariam à primeira fase da Guerra dos Trinta Anos.